# Little Deaths
Little Deaths è un film del 2011 formato da tre cortometraggi diretti da Sean Hogan, Andrew Parkinson e Simon Rumley.
La pellicola horror, prodotta dalla Gran Bretagna, è stata sceneggiata dagli stessi registi Hogan, Parkinson e Rumley.

## Trama
(Victoria Gull)
House and Home: Richard e Victoria Gull, sono una coppia agiata ed apparentemente di buoni valori, ma che in realtà nasconde un terribile segreto: amano ravvivare la loro vita sessuale adescando giovani e belle ragazze senzatetto con la promessa di un bagno, un buon pasto e un letto per una notte, per poi abusare di loro. Victoria è sostanzialmente una padrona, e Richard svolge il ruolo dello schiavo. La coppia prende di mira Tristezza (Sorrow in originale), una bellissima ragazza che vive per strada assieme al fidanzato e che, dopo un iniziale momento di riluttanza, accetta la proposta di Richard di passare la notte a casa sua. Qui i due addormentano la ragazza con del vino drogato, la immobilizzano su un letto e, quando rinviene, cominciano a violentarla, praticare del fetish su di lei e umiliarla verbalmente. Quando però Richard si assenta per fare una doccia, Tristezza rivela la sua vera natura di vampiro, uccidendo Victoria con un morso alla gola e terrorizzando Richard che, correndo fuori casa in preda all'orrore, viene catturato e tramortito dal fidanzato della ragazza e da un gruppo di barboni, in realtà tutti creature della notte assetate di sangue come lei. Quando Richard riprende i sensi, si ritrova crocifisso al muro della stanza dove lui e Victoria hanno portato Tristezza, e osserva inorridito i vampiri che divorano il cadavere della moglie. Qui Tristezza e il suo fidanzato gli annunciano che lo terranno in vita per due settimane, nel corso delle quali lo tortureranno e se lo mangeranno vivo.
Mutant Tool: Un uomo immobilizzato da catene, viene ripreso da una telecamera mentre afferma che, ogni volta che ha un contatto fisico con qualcuno, ha visioni di un uomo incatenato che subisce tremende sevizie. Dopo essere stato toccato da un gruppo di altri uomini, perde la ragione. 
Jen e Frank sono una coppia che vende droga per poter arrivare a fine mese. Un giorno, la ragazza viene picchiata e derubata di tutti i soldi che aveva da uno sconosciuto e per questo ha una discussione con il marito, che si rivolge quindi al Dr. Reese. Jen spiega al dottore com'è nata la sua tossicodipendenza, e degli anni in cui si è prostituita per soldi. Il dottore allora le dà, come rimedio alla droga, un farmaco, che, all'insaputa di Jen, è prodotto dall'uomo incatenato apparso all'inizio del film. L'uomo è difatti il frutto di un esperimento fatto dai nazisti durante la seconda guerra mondiale, ed è dotato di una specie di enorme proboscide. L'essenza prodotta da questo essere può curare qualunque malattia, ma è anche una potente droga, poiché apre Il terzo occhio dell'uomo. Jen prendendo le pasticche, incomincia ad avere strani sogni e instaura un collegamento mentale con X -l'uomo imprigionato - avendo anche la sua stessa fame di sesso. Scoprirà i segreti del marito e ne rimarrà scioccata. Dopo aver assunto la droga, X proverà gli stessi effetti di Jen, e morirà. Il Dr. Reese e i suoi seguaci per rimpiazzarlo, uccideranno Frank e rapiranno Jen per farla diventare la nuova X.
Bitch: Pete è fidanzato con Claire, una sadica e odiosa impiegata amante del sesso estremo e del BDSM, ed è costretto a subire tutte le perversioni e le umiliazioni della compagna, come insulti, percosse, essere costretto a dormire in una cuccia, camminare gattoni con una maschera di cane ed un guinzaglio ed essere violentato con un fallo artificiale. Tra i due ormai non c'è più amore da tempo, ed entrambi non mancano di farsi reciprocamente ogni sorta di sgarbi e dispetti. Tuttavia Pete sopporta la situazione fino a che Claire non lo tradisce con il suo migliore amico, ed allora decide di pianificare la sua vendetta, sfruttando la fobia che la ragazza ha per i cani: dopo averle fatto credere di voler fare un nuovo "gioco" la immobilizza su un letto, la cosparge di cibo per cani e, dopo aver acquistato numerosi cani, li chiude nella sua stanza insieme a lei. Claire muore sbranata dai cani e, dall'altra parte della porta, Pete ascolta le sue urla di dolore e di terrore, piangendo.